# Гіпоглікемія
Гіпоглікемія — стан, який виникає при зниженні рівня глюкози в крові нижче 3,2 ммоль/л. Є симптомом певних хвороб, зокрема, пухлин підшлункової залози, надмірного призначення інсуліну при цукровому діабеті, тощо. Причинами гіпоглікемії можуть бути: прийом неадекватної для хворого дози інсуліну, пропускання прийому їжі, значне фізичне навантаження, виражені порушення нирок, печінки, надниркових залоз тощо. Гіпоглікемія може також відбутися, якщо високий рівень глюкози в крові почав швидко знижуватися до нормальних величин.

## Причини гіпоглікемії
- Надмірне введення інсуліну у хворих на цукровий діабет.
- Затримка з їжею, особливо нестача білків.
- Мала кількість вуглеводів у раціоні.
- Зловживання алкоголем. Алкоголь через кілька годин знижує концентрацію глюкози в крові.
- Надмірне фізичне навантаження.
- Вроджений гіперінсулінізм

## Клінічні прояви

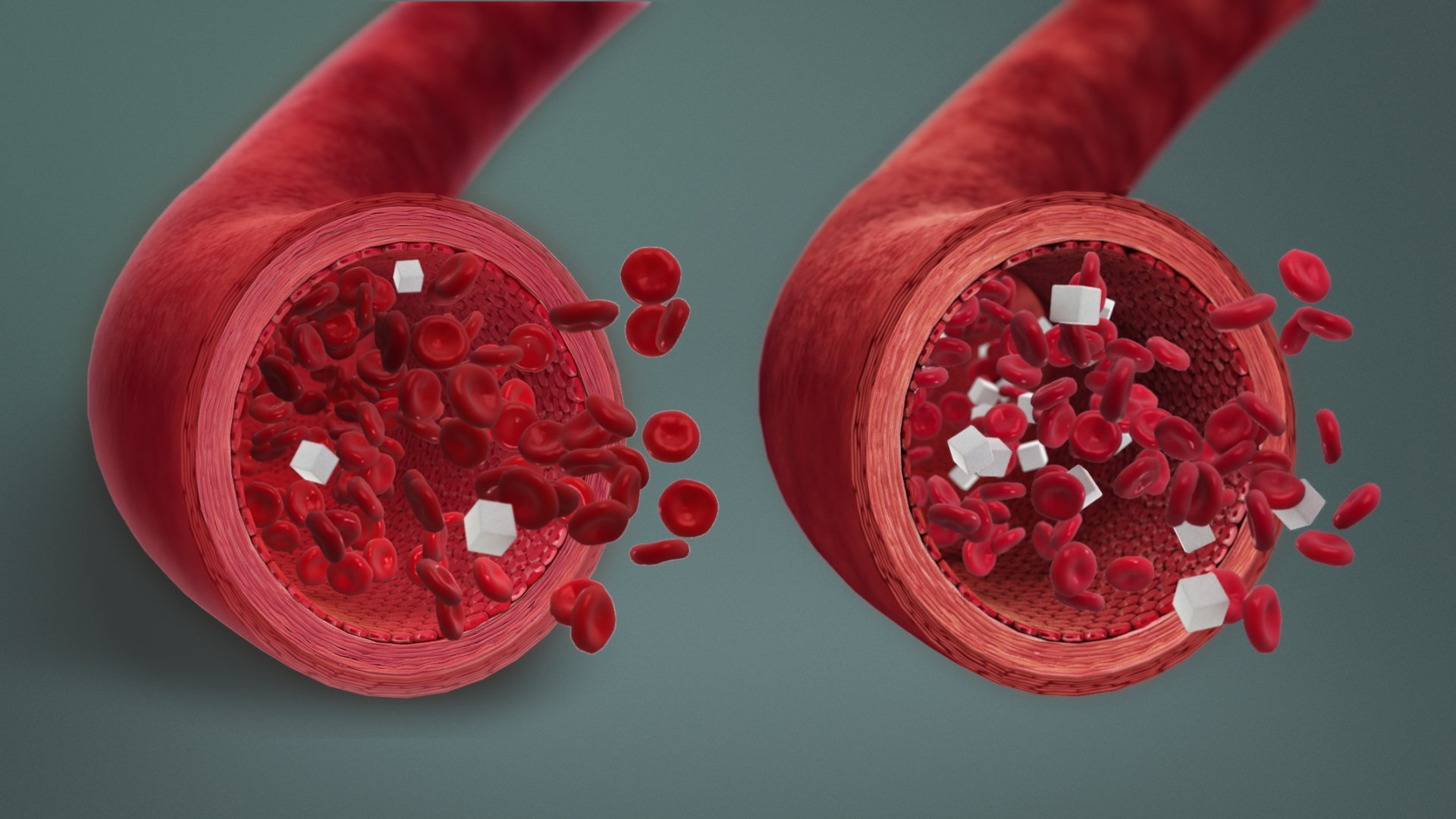
Візуалізація гіпоглікемії (ліворуч) і нормальної концентрації глюкози в крові (праворуч)

Клінічні ознаки гіпоглікемії пов'язана з вуглеводним (глюкозним) голодуванням тканин. Через дефіцит надходження глюкози у клітини, виникає порушення поглинання ними кисню, що призводить до гіпоксії. Особливо чутливі до гіпоглікемії клітини нервової тканини. Розрізняють чотири стадії гіпоглікемії:
- Перша: людина відчуває легку стомлюваність під час фізичного і розумового навантаження, спостерігається помірне зниження артеріального тиску.
- Друга: скарги на відчуття тривоги, прискорене серцебиття, холодний, часто рясний піт, блідість, інколи — тремтіння рук.
- Третя: стадія нагадує стан алкогольного сп'яніння, страх зникає, людина стає надмірно активною, втрачає реальне оцінювання свого стану, може відмовлятися від допомоги, вживання солодкого, можливі галюцинації.
- Четверта: наростання симптомів тремору кінцівок, що може перейти у судоми. Якщо людина своєчасно не отримує глюкозу, четверта стадія повільно переходить у гіпоглікемічну кому.